# Фроловка (Куйбишевський район)
Фроловка (рос. Фроловка) — присілок в Куйбишевському районі Калузької області Російської Федерації.
Населення становить 13 осіб. Входить до складу муніципального утворення Присілок Високе.

## Історія
Від 2004 року входить до складу муніципального утворення Присілок Високе.

## Населення
| 2002 | 2010 |
| ---- | ---- |
| 29   | ↘13  |